# Circus Madigan
Der Circus Madigan ist ein traditioneller Zirkus, der als Familienbetrieb geführt wird. Standort bzw. Winterquartier ist Sjöbo in Schweden.

## Geschichte
Die Gründung erfolgte 1989 im Malmös Volkspark unter dem Namen Circus Starlight. Im Jahr darauf gab es eine Tournee durch Schweden.
Der Circus Starlight wurde von der Zirkusfamilie Jackson betrieben, die auf eine lange Artistentradition zurückblicken kann. Einige Jahre später beendeten Horst und Jana Jackson ihre aktive Zeit und setzten sich zur Ruhe. Mike Jackson hörte auch auf und arbeitet jetzt als Pädagoge in Schweden.
Peer Jackson und Manuella Scholl, die auch aus einer traditionsreichen Zirkusfamilie stammt, übernahmen den Zirkus gemeinsam mit ihren Töchtern Natali, Nadin und dem Sohn Jack mit seiner Verlobten Elisabeth. Der Zirkus wuchs allmählich tüchtig an und wechselte den Namen in Circus Madigan.
Der Zirkus reiste mehrere Jahre mit einem internationalen klassischen Programm und Artisten aus aller Welt durch Schweden. 2001 ging es auf Europatournee durch Estland, Lettland, Deutschland und Schweden.

## Schulprojekte
Seit Oktober 2002 konzentriert sich der Circus Madigan auf Schulprojekte in Schweden.
Der Zirkus besucht in der Regel für eine Woche eine Schule und bringt den Schülern in einer Art Projektwoche in unterschiedlichen Gruppen Jonglieren, Luftakrobatik, Clownerie und Show-Tanz bei. Was die Kinder in dieser Woche lernen, zeigen sie dann in ihrer eigenen Zirkusvorstellung.
Die positive Entwicklung die durch diese doch strenge Zirkusschule bei den Kindern angeregt wird, sorgte im schwedischen Fernsehen und der schwedischen Presse für Schlagzeilen.

Seitens der Stadt Malmö wurde im Oktober und November ein Testprojekt gemeinsam mit Jack Scholl gestartet, ob sich mit Unterstützung von Zirkusartisten und der Zirkusatmosphäre positive Resultate auch bei schwerstbehinderten Kindern erzielen lassen. Die positiven Ergebnisse dieses Versuchs haben Pädagogen wie Artisten gleichermaßen überwältigt, so dass die Arbeit mit den betroffenen Kindern nach der Winterpause im März 2006 fortgesetzt werden soll.